# Poromitra unicornis
Poromitra unicornis är en fiskart som först beskrevs av Gilbert, 1905.  Poromitra unicornis ingår i släktet Poromitra och familjen Melamphaidae. Inga underarter finns listade i Catalogue of Life.